# IFK Mariehamn
IFK Mariehamn (til tider forkortet IFK) er en finsk fodboldklub, der hører hjemme i byen Mariehamn på Åland, og holdet spiller sine hjemmekampe på Wiklöf Holding Arena, en multisportsarena opført 1932 med plads til 1.637 tilskuere.

## Historie
Fodholdafdelingen startede i 1935 og til 1945 spillede klubben med i lokaleturneringer i 1945 blev klubben en del af det finske ligasystem.
Holdet har siden 2005 spillet i Finlands bedste række, Veikkausliiga. I 2015 vandt holdet pokaltureringen og i 2016 det finske mesterskab for første gang i klubbens historie.
Klubben har to gange kvalificeret sig til Europa Leauge, men er begge gange tabt i første kvalifikationsrunde.

## Historiske slutplaceringer
| Sæson | Niveau | Liga          | Placering | Kilde  |
| ----- | ------ | ------------- | --------- | ------ |
| 2011. | 1.     | Veikkausliiga | 7.        | [ 1 ]  |
| 2012. | 1.     | Veikkausliiga | 4.        | [ 2 ]  |
| 2013. | 1.     | Veikkausliiga | 4.        | [ 3 ]  |
| 2014. | 1.     | Veikkausliiga | 5.        | [ 4 ]  |
| 2015. | 1.     | Veikkausliiga | 6.        | [ 5 ]  |
| 2016. | 1.     | Veikkausliiga | 1.        | [ 6 ]  |
| 2017. | 1.     | Veikkausliiga | 5.        | [ 7 ]  |
| 2018. | 1.     | Veikkausliiga | 10.       | [ 8 ]  |
| 2019. | 1.     | Veikkausliiga | 6.        | [ 9 ]  |
| 2020. | 1.     | Veikkausliiga | 9.        | [ 10 ] |
| 2021. | 1.     | Veikkausliiga | 10.       | [ 11 ] |
| 2022. | 1.     | Veikkausliiga | 10.       | [ 12 ] |
| 2023. | 1.     | Veikkausliiga | 11.       | [ 13 ] |